# سوسن هاندایانی
سوسن هاندایانی (انگلیسی: Lilies Handayani؛ زادهٔ ۱۵ آوریل ۱۹۶۵) کماندار اهل اندونزی است.